# Kuljaji
 Kuljaji  falu Horvátországban, a Károlyváros megyében. Közigazgatásilag Ozalyhoz tartozik.

## Fekvése
Károlyvárostól 32 km-re, községközpontjától 19 km-re északnyugatra, a Zsumberki-hegységben a szlovén határ közelében  fekszik.

## Története
A falunak 1830-ban 5 háza és 70 lakosa, 1857-ben 61, 1910-ben 56 lakosa volt. A trianoni békeszerződésig Zágráb vármegye Jaskai járásához tartozott. 2011-ben 11 lakosa volt. A radatovići görögkatolikus plébániához tartozik.

## Lakosság
| Lakosság változása | Lakosság változása | Lakosság változása | Lakosság változása | Lakosság változása | Lakosság változása | Lakosság változása | Lakosság változása | Lakosság változása | Lakosság változása | Lakosság változása | Lakosság változása | Lakosság változása | Lakosság változása | Lakosság változása | Lakosság változása |
| ------------------ | ------------------ | ------------------ | ------------------ | ------------------ | ------------------ | ------------------ | ------------------ | ------------------ | ------------------ | ------------------ | ------------------ | ------------------ | ------------------ | ------------------ | ------------------ |
| 1857               | 1869               | 1880               | 1890               | 1900               | 1910               | 1921               | 1931               | 1948               | 1953               | 1961               | 1971               | 1981               | 1991               | 2001               | 2011               |
| 61                 | 67                 | 79                 | 68                 | 69                 | 56                 | 55                 | 65                 | 49                 | 47                 | 35                 | 26                 | 18                 | 16                 | 12                 | 11                 |